# Копрофагия
Копрофагията (от гръцки κόπρος, изпражнение и фагос, ям) или сакатофагия е болезнено състояние у някои душевноболни, състоящо се в консумация на човешки екскременти. Копрофагията е често срещана при животните и най-често при зайците (гризачите), понеже им позволява повторно смилане на част от грубите фуражи.

## Копрофагията в природата
Това състояние е нормално при някои насекоми като торния бръмбар (свещен за египтяните), който консумира изпражнения на бозайници. При кучетата е възможно да се появи този вреден навик, който се дължи на проблеми с храносмилането (храната не се смила добре и това кара кучето да се опитва да използва несмляната храна за консумация). Към копрофагия клонят и някои гризачи.

## При човека
При човека копрофагията не е нормално явление и се смята за опасно за здравето. За копрофагията при хората се използва и термина „скатофагия“. Тя може да се дължи на различни душевни болести като идиотия или деменция (при възрастните хора). Може да бъде наблюдавана при някои тежки афективни травми или невроза на изоставяне.

### В сексуалността
Често в сексуалността термините копрофагия и копрофилия са едновременно различни и еднакви. И двете представляват привързване към използването на екскременти с разнородни цели. От една страна обаче копрофилията представлява използване на изпражнения изцяло за сексуални цели, докато копрофагията – главно за консумация на фекалии. И двете могат да се използват по време на сексуалния акт, като се смята, че това е крайна и рядка сексуална парафилия.